# Zadoff-Chu-Folge

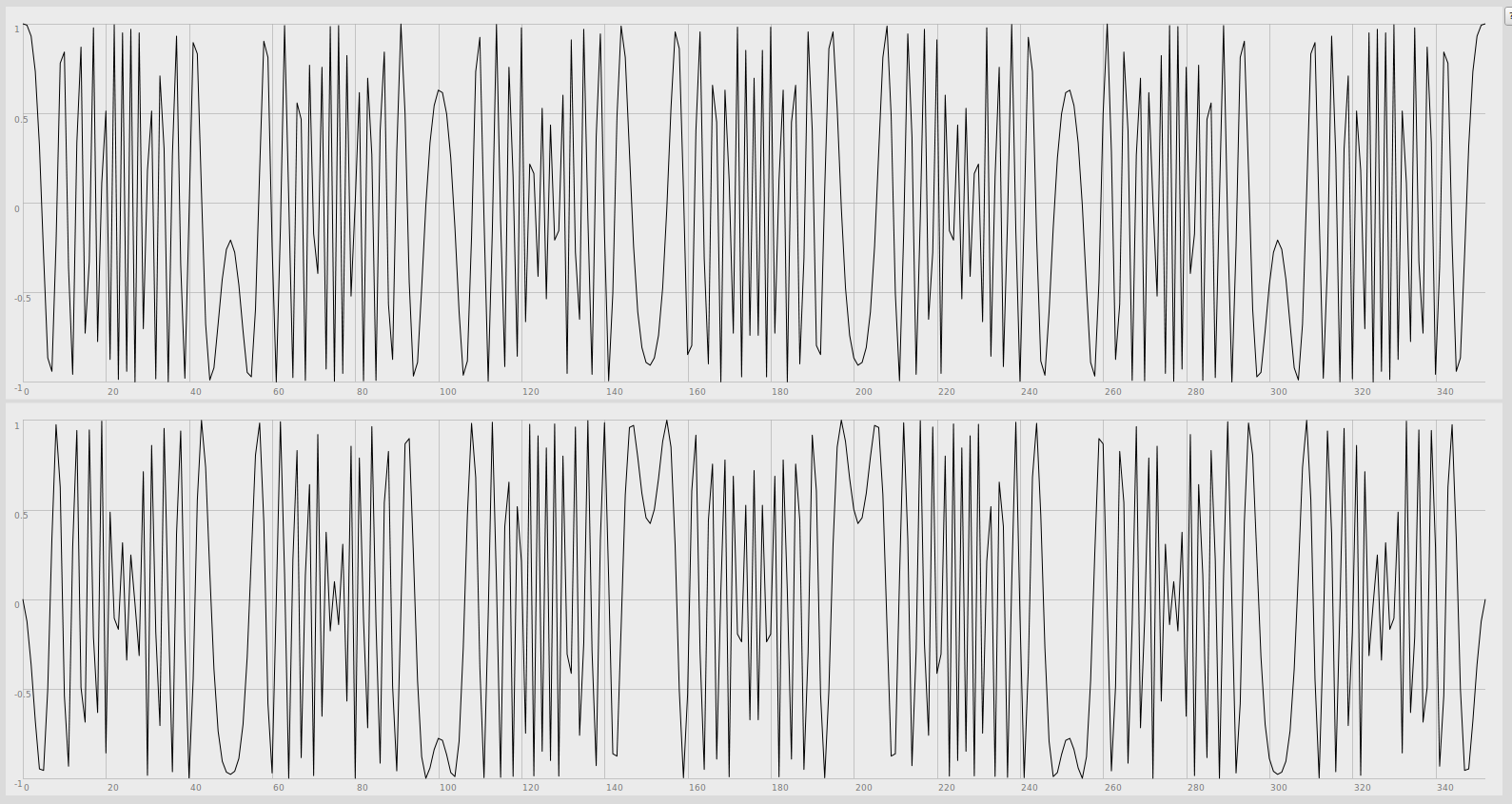
Plot einer Zadoff-Chu-Folge für u=7, N=353 (oben Realteil, unten Imaginärteil)

Eine Zadoff-Chu-Folge (ZC), auch Chu-Folge oder Frank-Zadoff-Chu-Folge (FCZ), ist eine komplexwertige mathematische Folge, die eine konstante Amplitude besitzt und deren zyklische Autokorrelation Null ergibt. Aufgrund dieser Eigenschaften werden Zadoff-Chu-Folgen auch als CAZAC-Folgen (englisch constant amplitude zero autocorrelation waveform) bezeichnet. Angewandt auf die Ausbreitung eines elektromagnetischen Signals tritt auch mit Mehrwegeausbreitung keine Störung auf, da die verzögert bei dem Empfänger ankommenden ZC-Folgen orthogonal zueinander stehen. Sie sind benannt nach Solomon A. Zadoff und David C. Chu.

## Berechnung der Folgenglieder
Die Berechnung des k-ten Glieds der Zadoff-Chu-Folge mit Parameter M (oft auch als Wurzel bezeichnet) hängt davon ab, ob die Länge {\displaystyle N} der Folge gerade oder ungerade ist. Für gerade Längen gilt:
{\displaystyle x_{M}(k)={\text{exp}}\left(j{\frac {\pi Mk^{2}}{N}}\right),\qquad k=0,1,\dotsb ,N-1}
für ungerade Längen gilt:
{\displaystyle x_{M}(k)={\text{exp}}\left(j{\frac {\pi Mk(k+1)}{N}}\right),\qquad k=0,1,\dotsb ,N-1}
der Parameter M muss so gewählt werden, dass M und N teilerfremd sind. Dabei entsteht für jeden Parameter M eine neue Zadoff-Chu-Folge. Durch eine Konjunktion der gesamten Folge, eine Verschiebung der Folge oder eine Phasenänderung der Form
{\displaystyle {\text{exp}}\left(j{\frac {2\pi qk}{N}}\right),\qquad q\in \mathbb {Z} }
ändert sich an den Korrelationseigenschaften der Folge jedoch nichts. Damit kann man die Folgen auch allgemeiner in dieser Form beschreiben:
{\displaystyle x_{M}(k)={\text{exp}}\left(-j{\frac {\pi Mk(k+c_{\text{f}}+2q)}{N}}\right),\qquad c_{\text{f}}=N{\bmod {2}}}

## Verwendung
Zadoff-Chu-Folgen kommen beim Mobilfunkstandard LTE für das Primary Synchronization Signal (PSS), den random access preamble (PRACH), uplink control channel (PUCCH), uplink traffic channel (PUSCH) und sounding reference signals (SRS) zum Einsatz. Indem für jede Basisstation (eNodeB) zueinander orthogonale Zadoff-Chu-Folgen verwendet werden, können Interferenzen zwischen den Zellen vermindert werden. Zadoff-Chu-Folgen sind gegenüber den Walsh-Hadamard-Codes bei UMTS günstiger, da sie eine konstante Amplitude besitzen und somit geringere Anforderungen an die Linearität des Sendeverstärkers stellen.